# Карась Роман Валентинович
Рома́н Валенти́нович Кара́сь (нар. 17 липня 1985 — 4 жовтня 2015) — солдат Збройних сил України, учасник Російсько-української війни.

## Життєпис
Народився 1985 року в селі Шев'якине Дніпропетровської області у родині робітників, закінчив 2002 року Павлівську ЗОШ. 2008 року закінчив Дніпропетровський національний університет імені Олеся Гончара — факультет фізики, електроніки та комп'ютерних систем. Під час навчання працював на радіоринку «Метеор». У 2008—2009 роках працював заступником директора Шев'якінського ПТУ № 74.
Мобілізований добровольцем 28 серпня 2014 року; службу починав у 40-му батальйоні «Кривбас». Солдат, розвідник 37-го окремого мотопіхотного батальйону.
Пройшов бої під Авдіївкою, в секторі «М», проводив операції в тилу терористів, відзначений бойовими нагородами.
З жовтня 2015 року група під керівництвом Романа Карася отримала бойове завдання перетнути річку Кальміус та, не виходячи на територію, контрольовану терористами, зайняти пости для спостереження за їх діями. 4 жовтня троє бійців 37-го батальйону вирушили на виручку побратимам із батальйону «Донбас», які підірвалися на міні в секторі «М» поблизу села Павлопіль Волноваського району. Під час руху військовики підірвалися на «розтяжці» з міною біля села Пищевик. Роман Карась загинув, решта зазнали поранень.
Похований у селі Шев'якине Васильківського району.

## Нагороди та вшанування
За особисту мужність, сумлінне та бездоганне служіння Українському народові, зразкове виконання військового обов'язку відзначений — нагороджений
- орденом «За мужність» III ступеня (21.03.2016, посмертно)[1];
- почесним знаком «Маріуполь відстояли-перемогли»;
- відзнакою «За службу державі»;
- почесною медаллю 37-го окремого мотопіхотного батальйону;
- пам'ятним нагрудним знаком Української військової розвідки Збройних Сил України;
- 26 лютого 2016 року в ЗОШ, яку закінчив Роман, відкрито меморіальну дошку його честі.